# 英格蘭內戰

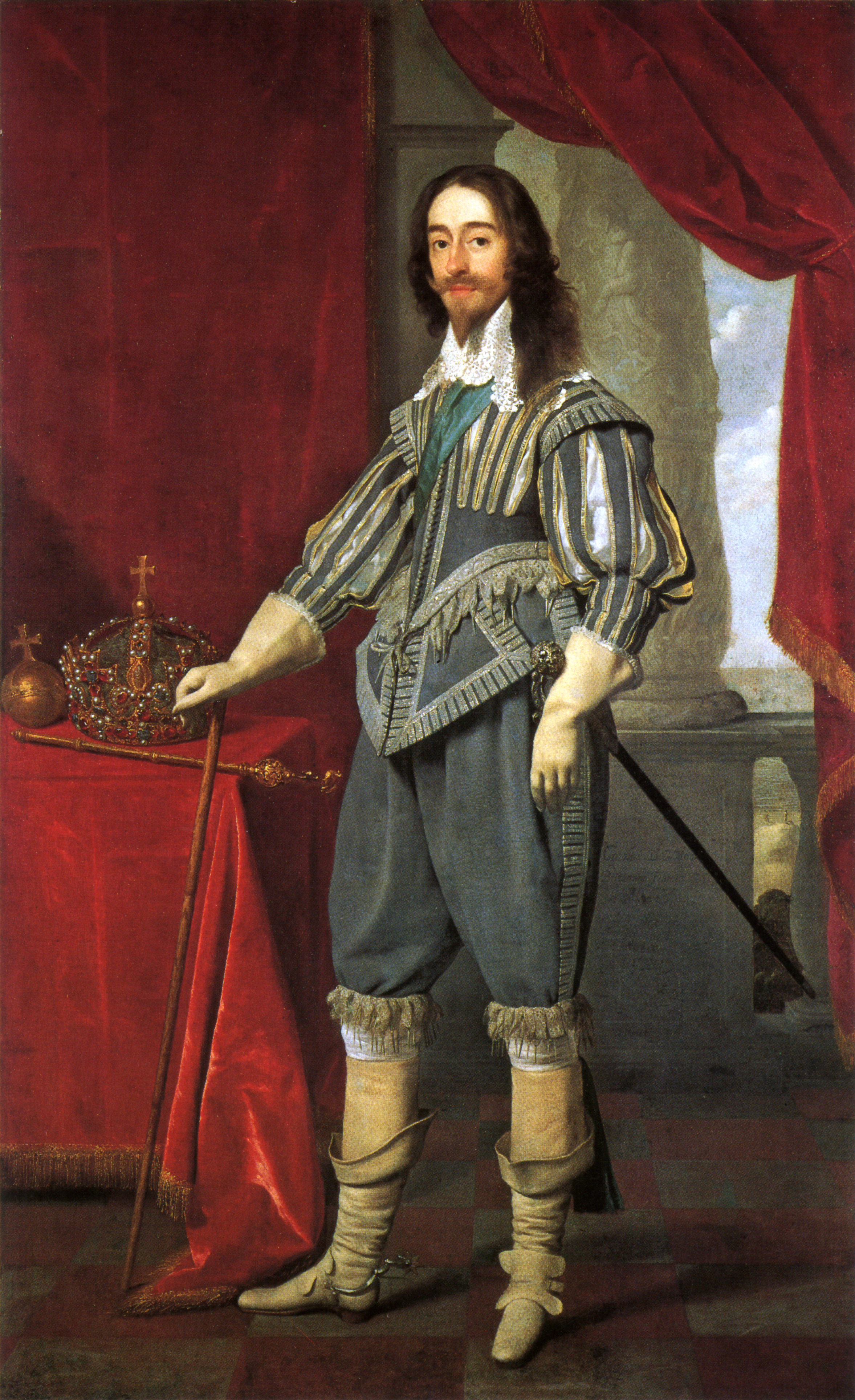
查理一世的畫像

英格蘭內戰（英語：English Civil War）是指1642年至1651年發生在英格兰王国議會派（「圆颅党」）與保皇派（「骑士党」）之間一系列聚焦于管理体系和宗教自由的武裝衝突及政治鬥爭。
辉格派历史学家稱之為清教徒革命（Puritan Revolution） 。
第一次（1642年－1646年）和第二次（1648年－1649年）内战发生在查理一世的支持者与长期议会的支持者之间，第三次内战（1649年－1651年）则是查理二世的支持者与残缺议会的支持者之间的冲突。1651年9月3日，内战以议会派在伍斯特战役的胜利而结束。
內戰期間，議會派領袖奧立佛·克倫威爾對查理一世的頑抗態度感到莫大威脅，於是他強勢要求議員簽名支持他，處死國王。當許多議員反對克倫威爾而表態保住查理之後，克倫威爾用軍隊驅逐反對自己的議員，順服自己的議員因此召開議會（史稱「殘缺議會」）處死查理。1649年1月30日，查理一世被依「叛國者」的罪名公開斬首，克倫威爾順勢創建了英吉利共和国。處死國王不但震驚全英，也震驚歐陸，引起各種批評。1658年克倫威爾死後，其子無能又無氣魄控制軍隊，1660年在英國迎回了查理一世的長子復辟，是為查理二世。

## 背景
新航路开辟以后，欧洲主要的商业贸易中心从地中海转移到大西洋沿岸。英国人利用有利的地理位置拓展对外贸易，进行殖民掠夺。此期间进一步刺激了英国羊毛出口业和毛织业的发展。羊毛价格不断上涨。养羊业成为获利丰厚的产业。往往10英亩牧场的收益超过20英亩的耕地。英国圈地运动最早从工商业较发达的东南部农村开始。地主贵族作为土地主人最初圈占“公有地”，即终止农民的使用权，后来圈占小佃农的租地和公簿持有农的份地。在宗教改革中，国王把没收的教会领地赐给亲信宠臣，或卖给乡绅、土地投机家、市民、商人和工场主。他们变成新贵族，也大规模地圈占被赐给他们但被农民使用土地。根据1630年和1631年的调查报告，莱斯特郡在两年内圈了10万英亩土地，约占该郡土地的百分之二十。圈占地在作为“公有地”时既是牧场，被圈之后大部分还作为牧场使用。主要的圈占者是乡绅。1485年至1550年他们在莱斯特郡圈地的面积占圈地总面积的百分之六十。大批农民被迫出卖土地使用权，或远走他乡，或到处流浪。托马斯·莫尔在《乌托邦》（1516年出版）中认为这是牧业对农业的侵占，指责这是「羊吃人」。但是也有历史学家认为强迁的行为并不是那样常见，地主圈的通常是无主地，只有在极端情况（如果大饥荒）下才过度使用暴力。
1603年，伊莉莎白一世辭世，無嗣，因此苏格兰国王詹姆斯·斯图亚特继承了英格蘭王位，开始了斯图亚特王朝的统治，他一上任就竭力推行封建专制，鼓吹“君权神授”，认为国王的权力是神授予的，不可违抗。资产阶级和新贵族的权利受到侵害，他们利用议会與王展开斗争。
1628年议会通过了限制王权的权利请愿书。次年查理一世将议会解散，以后11年未再召集议会，历史上这一时期被称为「个人统治期」或“十一年暴政期”。解散国会后不久，由于查理一世觉得在没有国会的帮助下无法有效的获得用于欧洲战事的经费，或者是由于白金汉公爵的死，他与法国和西班牙媾和了。
1639年1月，查理一世重新召开了1628年解散的国会，会议刚一开始，他就发表了关于吨税和磅税问题的演讲，下院的议员们开始提出反对的呼声，并且以罗尔地区的事情为例。在那里，有些议员由于付不起吨税和磅税而被没收了货物。很多议员认为这种行为违反了权利请愿书，议员们认为请愿书中“不得随意逮捕公民”的规定同样适用于公民的货物。当查理一世在3月10日宣布休会的时候，议员们把院长（英国下议院院长）——约翰·芬奇爵士——按到椅子上，他们担心国会会被无限期拖延，而那些关于天主教，阿民念主义以及吨税和磅税等长期悬而未决的问题还是得不到解决，于是议员们大声读出了这些议案。最后的决议认为如果任何人在未经国会同意的情况下交吨税和磅税就“会被认为是对英格兰自由的背叛，也是英格兰的敌人”。尽管最后这一决议没有通过，但是还是有很多议员投了赞成票。不管怎样，查理一世被彻底激怒了，他在当天就解散了国会，并且逮捕了8个国会领袖，其中包括约翰·埃利奥特。
1630年代末，因查理一世试图强制在苏格兰推广《公祷书》，引发当地人民不满，苏格兰爆发主教戰爭，成为导致英国内战爆发的导火索。查理一世为了筹措军费，于1640年4月13日召开新的国会。遭到了商工階層和新贵族议员的抵制，他们要求进一步限制王权，给予发展工商业的自由。但遭查理一世拒绝，于是于5月5日又解散了议会，史称短期议会。
随着苏格兰军队又大举进攻，查理一世被迫于11月3日重开议会，议会一直存在到1653年4月20日，史称长期议会。一般把这个议会的召开视为革命开始的标志。
|                                    | 许多其他沉重捐款仍继续违法征收，有些甚至不合理到这种程度，纳税的总值竟超过货物的价值。 |
| ——1641年12月議會成員给国王的抗议书 |                                                                                        |

## 第一次内战
长期议会召开后，议会处死了国王的宠臣斯特拉福伯爵温特沃思通过《三年法令》，规定议会应定期召集，不经议会同意不得将其解散；废除了星室法院。经过多次的斗争，查理一世无计可施，于1642年1月离开伦敦到英国北部约克郡。8月间在诺丁汉升起王家军旗，宣布讨伐国会，挑起了内战。

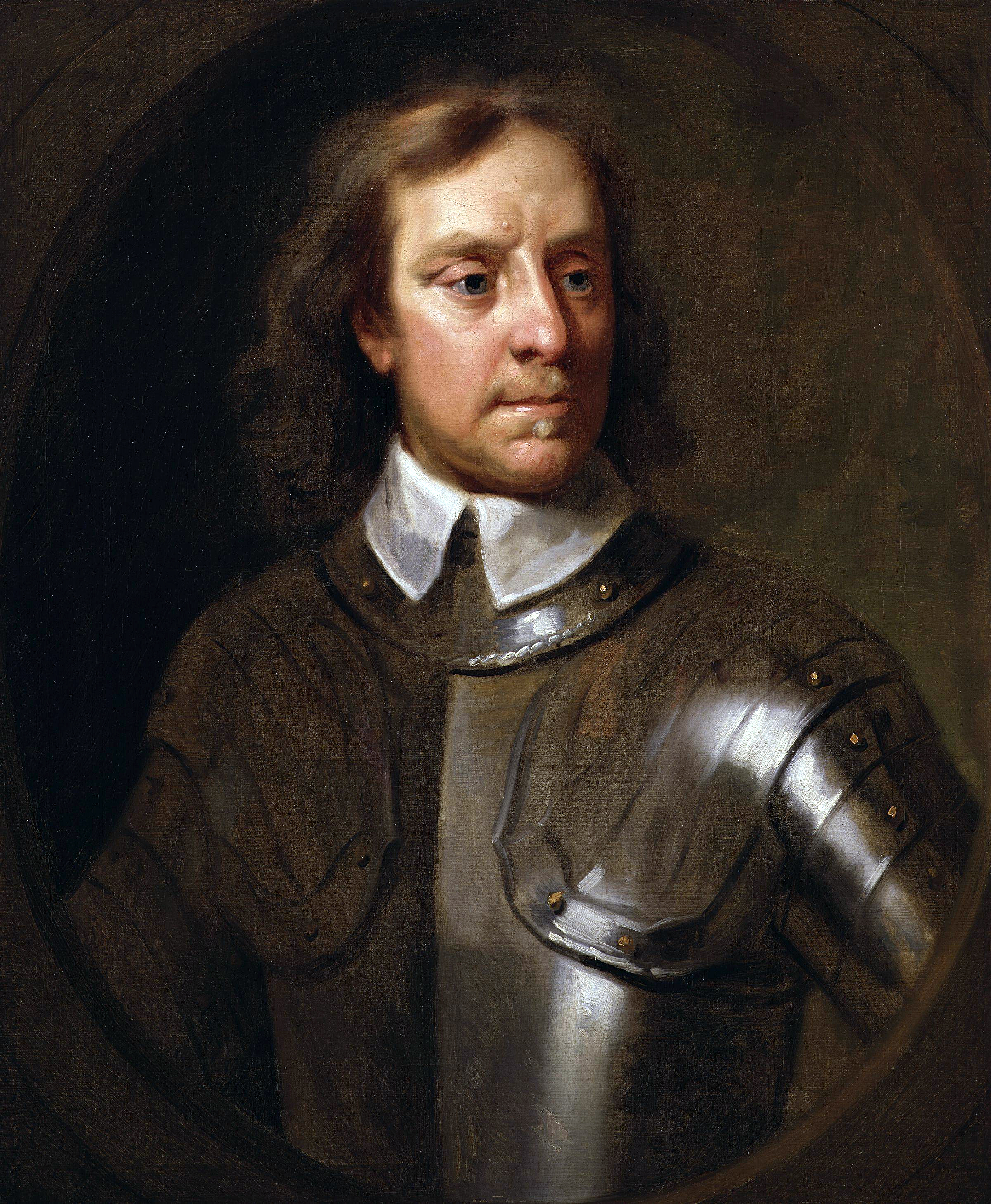
克伦威尔像

1642年的夏天，对战双方都在紧锣密鼓的武装自己的部队，而真正的战斗还没有开始。随后双方进行了一些毫无意义的谈判，查理一世遂于1642年8月22日在诺丁汉竖起王旗，然后他在牛津建立了新的政府，当时他的势力范围大体上涵盖中部地区，威尔士，西部乡村和英格兰北部地区。国会方面则仍然占领伦敦，东南部地区和东英吉利。查理根據古老的阵列委託法徵召民兵。
1642年10月26日，第一次英国内战开始于刀锋山之战，戰爭爆發的一段時間內，國會軍戰績不佳，為扭轉戰局，國會決定與蘇格蘭結盟，於1643年9月與蘇格蘭簽訂《莊嚴同盟與聖約》，英國國會同意以长老宗（喀爾文派）為國教，並提供軍費，蘇格蘭同意出兵支持英國國會，英國國會與蘇格蘭組建兩王國委員會，共同指揮作戰。此後局勢向國會傾斜。1644年，國王軍在馬斯頓荒原戰役中慘敗。在内斯比战役中，国会军取得了决定性的胜利，随后查理一世的军队又遭遇了一连串的失败，国会军最终攻克了牛津。查理一世于1646年4月从牛津逃脱后，在纽瓦克被苏格兰长老会的军队俘获，他被送到位于诺丁汉郡的索斯韦尔，查理一世的命运已被苏格兰长老会完全掌握在手中了，他们最终在1647年与国会达成了协议，将查理一世交给了国会。
他被囚禁在诺丁汉郡的霍尔姆比城堡，直到乔治·乔伊斯以新模范军的名义将其押送到萨福克郡的纽马克特。此时，国会军与新模范军之间已经相互产生了猜忌，而查理一世审时度势，积极地利用了这一弱点。他先被押送到奥特兰兹，然后又被押送到汉普顿法院，在那里国会军与新模范军又进行了多次毫无结果的磋商。此时，查理一世窥透时局，认为逃跑的最佳时机来到了——也许可以到国外去，到法国，或者让罗伯特·哈蒙德上校羁押也可以，他现在是国会任命的怀特岛郡总督。他决定采取最后一个方案，认为哈蒙德上校一定会同情他，11月11日他逃往怀特岛郡。然而哈蒙德实际上是反对查理一世的，他刚到怀特岛郡就被哈蒙德软禁在了卡里斯布鲁克城堡。
在卡斯布鲁克，查理一世继续与不同的党派进行協商。虽然上一次他与苏格兰教会有很大冲突，但是1647年12月26日，他还是与苏格兰签署了秘密协定。在协定中，苏格兰承诺帮助查理一世入侵英格兰，并且恢复他的王位，作为回报，查理一世将会同意长老会建立为期3年的政府。

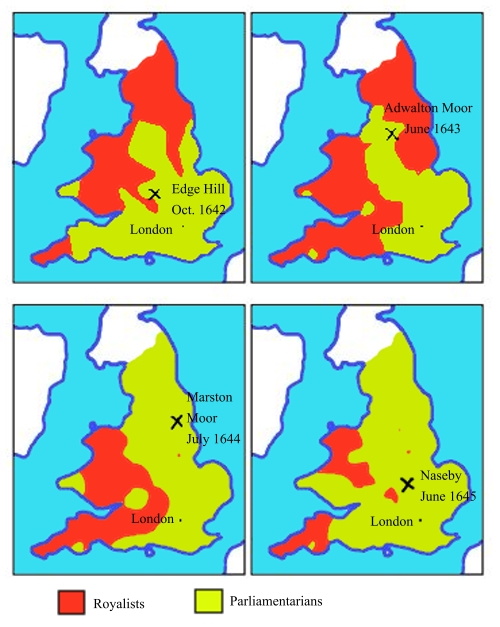
英国内战形势图

## 第二次内战
1648年春，南威尔士、肯特、埃赛克斯等地王党暴动，并与苏格兰军队同盟，发动了第二次内战。在英格兰，小规模的武装起义已经被忠于克伦威尔的势力镇压了，但是肯特郡，艾塞克斯郡和坎伯兰郡的起义，威尔士的暴乱以及苏格兰的入侵使英国彻底陷入了长期的混战状态。8月克伦威尔在普雷斯顿战役中击溃苏格兰军队，并将苏格兰并入英国，第二次内战结束。
最初长期议会并不想与国王本人公开决裂。在小亨利·范恩爵士，“一个针对国王的所有罪行的参与者”，的回忆录中描写道：“在一次与国王的谈判中，他明显的表现出了想把事情做好的决心，能够让国家有最好的发展机会，并且希望国家能够永远自由”。1648年12月1日，下院最终以129票赞成，83票反对，通过了国会提出的关于改造国王查理一世政府的议案。这一决议使得国王可以复位，而且可以解决国会与国王之间长期的僵局。奥利弗·克伦威尔和亨利·范恩爵士实际上投了反对票。看似一切已经结束，国王可以复位，只是被限制了王权。
結果军队第二次开进伦敦，占领了议会，托马斯·普莱德上校逮捕了41名赞成国王复辟的国会议员，并将其他的赞成者、长老宗议员赶出了议会，还有很多其他议员都自动离开了。余下议员约200余人。剩下的这个长期议会历史上被称为残缺议会。亨利·范恩爵士暂时辞去了国会议员和海军大臣的公职，他直言自己无论是对国王还是对联邦政府都持批评态度。范恩爵士虽然退出了历史舞台，但他为后世拥护共和的人和制宪运动都树立了榜样，在后来的美国革命中有很多人都以范恩爵士的行动作为自己的座右铭。这个议会设立审判查理一世的最高法庭。 1649年1月30日，最高法庭判决“查理·斯图亚特作为暴君、叛徒、杀人犯及国家的敌人，应该被斩首”，查理一世被当众处决。随后，议会又先后通过取消上院和废除君主制的决议，5月19日正式宣布英国为“没有国王和上院”的共和国和自由邦（英格兰联邦）。
1653年4月20日，克伦威尔解散了残余的长期议会，另组小议会（贝尔邦议会）。因其中部分激进的议员不断提出改革要求，小议会又被迫解散。接着克伦威尔于1653年12月16日被宣布为护国公，共和制被推翻，建立了护国公制/护国政体（英格兰联邦-护国公时期）。

## 王朝复辟
1658年9月克伦威尔去世。此后，在高级军官和议会之间展开争夺权力的斗争，国内政局动荡。驻扎在苏格兰的蒙克将军率军回到伦敦，并与亡命法国的查理·斯图亚特达成复辟协议。1660年4月4日查理發表《布雷达宣言》 ，表示宣言发布后40天之内向国王表示效忠的一切革命参加者可予宽大赦免，许诺大赦政治犯，实行宗教自由，保护议会的权利。1660年5月查理二世回到伦敦登位，斯图亚特王朝复辟。查理二世即位后，进行血腥报复。许多人遭到迫害，连克伦威尔的尸体也被挖掘出来施以绞刑。
1685年查理二世死后，其弟詹姆斯二世继位，對異議分子的打壓更甚。

## 光荣革命
光荣革命，又称作1688年革命，亦称作宫廷政变，是由英国议会议员及荷兰执政者威廉发动的一场政变。
1685年宗教宽容后，国王詹姆斯二世的政策遭到越来越多人反对。危机在1688年国王的儿子詹姆斯·弗朗西斯·爱德华·斯图尔特的诞生时达到了顶点，当时国王詹姆斯二世置国内大多数人为新教徒的国情于不顾，企图重新将天主教定为国教，而且强行镇压反对派，解散议会，已经处于众叛亲离的边缘。當時以丹比伯爵為首的托利黨、輝格黨等七位權貴（包含威廉·卡文迪許在內，後來被稱為「不朽的七人」），秘密邀請威廉夫婦成為英王。於是威廉三世看准时机，亲率2.1万大军渡過英吉利海峽，登陸英國。雖然詹姆士任命親信約翰·邱吉爾率領三萬英軍，在陸上迎擊威廉；但英国人纷纷倒戈（包括主帥約翰·邱吉爾），使威廉轻而易举地攻下了伦敦，将岳父詹姆斯二世驅逐到了法国。

## 权利法案
1689年，新召开的议会与威廉三世协商，威廉与其妻子玛丽可以一起擔任英国君王，但条件是必须接受议会通过的《权利法案》，法案规定，不经议会的批准，国王不能徵税，也不能在和平时期维持常备军：同时，还规定国王既不能随意废除法律，也不能停止法律的执行。《权利法案》以法律的形式对国王的权力进行了明确的制约，使得國會得以運作，君主立宪制體制確立，而權利也相對地的保障。

## 延伸阅读
[在维基数据编辑]
 《一六四〇年英国革命史》